# Евертон (Міссурі)
Евертон (англ. Everton) — місто (англ. city) в США, в окрузі Дейд штату Міссурі. Населення — 273 особи (2020).

## Географія
Евертон розташований за координатами 37°20′35″ пн. ш. 93°42′10″ зх. д. / 37.34306° пн. ш. 93.70278° зх. д. (37.343178, -93.702709).  За даними Бюро перепису населення США в 2010 році місто мало площу 0,89 км², з яких 0,89 км² — суходіл та 0,00 км² — водойми.

## Демографія
Згідно з переписом 2010 року, у місті мешкало 319 осіб у 128 домогосподарствах у складі 90 родин. Густота населення становила 357 осіб/км².  Було 168 помешкань (188/км²).
Расовий склад населення:
| - 94,7 % — білих - 1,6 % — корінних американців - 0,9 % — чорних або афроамериканців |

До двох чи більше рас належало 2,8 %. Частка іспаномовних становила 1,6 % від усіх жителів.
За віковим діапазоном населення розподілялося таким чином: 25,7 % — особи молодші 18 років, 58,3 % — особи у віці 18—64 років, 16,0 % — особи у віці 65 років та старші. Медіана віку мешканця становила 39,3 року. На 100 осіб жіночої статі у місті припадало 103,2 чоловіків;  на 100 жінок у віці від 18 років та старших — 99,2 чоловіків також старших 18 років.
Середній дохід на одне домашнє господарство  становив 42 416 доларів США (медіана — 34 063), а середній дохід на одну сім'ю — 50 087 доларів (медіана — 46 250). За межею бідності перебувало 21,0 % осіб, у тому числі 18,7 % дітей у віці до 18 років та 30,9 % осіб у віці 65 років та старших.
Цивільне працевлаштоване населення становило 125 осіб. Основні галузі зайнятості: освіта, охорона здоров'я та соціальна допомога — 28,0 %, виробництво — 16,8 %, мистецтво, розваги та відпочинок — 12,0 %, транспорт — 10,4 %.